# ناحیه سنترویل، میشیگان
ناحیه سنترویل (به انگلیسی: Centerville Township) یک منطقهٔ مسکونی در ایالات متحده آمریکا است که در Leelanau County واقع شده‌است.
 ناحیه سنترویل ۷۸٫۸ کیلومتر مربع مساحت و ۱٬۰۹۵ نفر جمعیت دارد و ۲۵۰ متر بالاتر از سطح دریا واقع شده‌است.